# Barkowo (województwo pomorskie)
Barkowo (kaszub. Barkòwò, niem. Barkenfelde) – wieś w Polsce, położona w województwie pomorskim, w powiecie człuchowskim, w gminie Człuchów, przy skrzyżowaniu drogi krajowej nr 22 (berlinka) z drogą wojewódzką nr 201. Siedziba sołectwa Barkowo, w którego skład wchodzi również Barkówko i Rogowo.
| Integralne części wsi Barkowo | Integralne części wsi Barkowo | Integralne części wsi Barkowo |
| SIMC                          | Nazwa                         | Rodzaj                        |
| ----------------------------- | ----------------------------- | ----------------------------- |
| 0742701                       | Barkówko                      | część wsi                     |
| 0742718                       | Rogowo                        | część wsi                     |

Wieś królewska starostwa człuchowskiego w województwie pomorskim w drugiej połowie XVI wieku.

## Historia
Miejscowość lokował komtur Człuchowski na 74 włókach ziemi, co stało się w 1347 roku. Chłopi za czasów krzyżackich w zamian za użytkowanie roli musieli oddawać od włóki 4 szelfie żyta, 4 jęczmienia, 4 owsa i 2 kury i przez 3 dni w roku pracować dla zamku. Po wojnie 13letniej Barkowo było wsią Królewską i kmiecie za użytkowanie ziemi odrabiali pańszczyznę w majątkach starostwa w Strzeczonie i Kołdowie. We wsi istniał też młyn i dwie karczmy.
W 1612 roku doszło do krwawej potyczki pomiędzy chłopami z Barkowa i okolicznych wiosek z wojskiem pułkownika Denhoffa którzy plądrowali okolice z braku żołdu, zginęło wtedy 33 żołnierzy. Barkowo w połowie XVI wieku było parafią, ale od 1617 roku stało się filią Chrząstowa. Potop Szwedzki spowodował zmniejszenie drastyczne liczby ludności i zubożenie miejscowości.
Według Spisu Pruskiego z 1772 roku głów rodzin w miejscowości mieszkali:Christian Hopp, George Rödöak,Christian Mitkie, Elizabetha Milbratin, Jacob Markienhagen, Andreas Mitkie, Martin Mitkie, Andreas Bonin, Johann Hopp, Johann Reding, Johann Bonin, Christian Hopp, Christian Lemkie, Andreas Milkie, Johann George Berndt, Michael Kortz, Christian Egbert, Daniel Schultz, Johann Zülkie,Daniel Frölkie,Joseph Matz, Gottlieb Fruk, Dorota Hintzin, Marjana Wolfin, Catherina Stookin, Marjana Stookin, Eleonora klotzen, Eleonora Kropkin, Johann Pock, Michael Buchholtz, Johann Böhnelkie.
W latach 1954–1971 wieś należała i była siedzibą władz gromady Barkowo, po jej zniesieniu w gromadzie Chrząstowo. W latach 1975–1998 wieś administracyjnie należała do województwa słupskiego.

## Zabytki
Według rejestru zabytków NID na listę zabytków wpisany jest kościół filialny pw. Świętej Trójcy, 1907, nr rej.: A-1819 z 29.11.2007.